# Тапфгайм
Тапфгайм (нім. Tapfheim) — громада в Німеччині, знаходиться в землі Баварія. Підпорядковується адміністративному округу Швабія. Входить до складу району Донау-Ріс.
Площа — 44,46 км2. Населення становить 3865 ос. (станом на 31 грудня 2020).